# Messe von Tournai
Die Messe von Tournai ist eine polyphone Vertonung der Messe aus dem Frankreich des 14. Jahrhunderts. Sie ist in einer Handschrift aus der Bibliothek der Kathedrale von Tournai erhalten.

## Hintergrund
Vor dem 15. Jahrhundert waren die meisten Vertonungen des Messordinariums nach Sätzen gruppiert. Zum Beispiel enthalten sowohl der Ivrea-Codex als auch der Apt Codex Sätze der Messe und diese Sätze sind so gruppiert, dass alle Kyries und alle Glorias zusammen sind und so weiter.
Der Priester oder Kantor, der die Musik für den Gottesdienst auswählte, wählte aus jeder Gruppe einen Satz aus, der gesungen werden sollte, und jeder konnte in Kombination mit jedem anderen verwendet werden. Die Tournai-Messe ist die erste bekannte Messe, die in einem Manuskript geschrieben wurde, als wäre sie eine einzige einheitliche Vertonung des gesamten Ordinariums.
Aus dem 13. und frühen 14. Jahrhundert sind drei weitere, ähnlich zusammengesetzte Messen erhalten geblieben: die Messe von Toulouse, die Messe von Barcelona und die Messe der Sorbonne (auch bekannt als die Messe von Besançon). Alle diese Messen sind anonym, und aus musikwissenschaftlichen Untersuchungen geht hervor, dass es sich bei allen um Zusammenstellungen von Werken mehrerer Komponisten handelt.

## Die Messe
Die Tournai-Messe besteht aus sechs Sätzen, die jeweils dreistimmig sind.
- Das Kyrie ist in fränkischer Notation geschrieben und ist stilistisch typisch für die Praxis des mittleren bis späten 13. Jahrhunderts.
- Das Gloria hat ein freieres rhythmisches Zusammenspiel als das Kyrie, was für die Entwicklung der Ars Nova charakteristisch ist. Es wird durch ein großes Amen abgeschlossen, das sich der Hoquet-Technik bedient. Es stammt wahrscheinlich aus der Zeit um 1325 bis 1350.
- Das Credo ist in einem einfachen kontrapunktischen Stil gehalten und muss eine beliebte Vertonung gewesen sein, denn es findet sich in drei weiteren erhaltenen Handschriften, darunter der Apt Codex.
- Das Sanctus ist fränkisch in Stil und Notation, wie das Kyrie.
- Auch das Agnus Dei ist fränkisch.
- Die Motette zum Text Ite, missa est beendet die Messe. Diese Motette findet sich auch im Ivrea Codex.

Wegen der großen Unterschiede in Stil und Notation und weil zwischen den Sätzen der Messe keine musikalische Grundstruktur (wie z. B. ein gemeinsamer Cantus firmus oder eine Parodiemesse) festgestellt wurde, geht man davon aus, dass die Tournai-Messe über einen Zeitraum von fünfzig oder mehr Jahren von mehreren Musikern unabhängig voneinander komponiert und später von einem Schreiber zur Aufführung als Ganzes zusammengestellt wurde. Die erste bekannte Messe, die als ein einziges einheitliches Werk konzipiert und komponiert wurde, ist die Messe de Nostre Dame von Guillaume de Machaut, der die Messe von Tournai wahrscheinlich kannte und sie als Vorbild verwendete. Die Messe von Tournai wurde erstmals von Edmond de Coussemaker in seinem Bericht „Une Messe du XIIIe Siecle“ („Eine Messe aus dem 13. Jahrhundert“) von 1869 beschrieben (seine Bezeichnung „aus dem 13. Jahrhundert“ gilt heute als falsch). Anne Walters Robertson stellte die Hypothese auf, dass die Messe nicht für die Liturgie verwendet, sondern für ein „Verkündigungsdrama“ zur Feier der Jungfrau Maria zusammengestellt wurde.

## Aufnahmen
- Tournai Mass (13th–14th Century). Marc Honegger (dir.). Christophorus.
- Musica Viva München, Vol. 4. La Messe de Tournai (arr. Hans Blümer, prepared by Pierre Boulez). rec. 1960. Col Legno, 2000.
- Capella Antiqua München. Missa Tournai um 1330. Motetten um 1320. Telefunken, 1967.
- Schola Cantorum of the Church of St. Mary the Virgin: Charpentier, Messe pour le Samedy de Pasques; Delalande; Messe de Tournai; Messe de Toulouse. Musical Heritage Society, 1979.
- Pro Cantione Antiqua. Missa Tournai. Missa Barcelona. Harmonia Mundi IC 065-99-870, 1980.
- Ensemble Vocal Guillaume Dufay. Anonyme du XIVe Siècle: Messe de Tournai; Guillaume de Machaut: Messe de Nostre Dame. Erato STU 71303, 1981.
- Ensemble Organum. Messe de Tournai. Harmonia Mundi 7901353, 1991.
- Trio Mediaeval. Words of the Angel. ECM, 2001.
- Tonus Peregrinus. The Mass of Tournai/St. Luke Passion. Naxos, 2003.
- Clemencic Consort, Choralschola der Wiener Hofburgkapelle. La Messe de Tournai. Las Huelgas Codex|Codex Musical de las Huelgas. Oehms, 2005,
- Ensemble De Caelis. Missa Tournai. Ricercar, 2008.

## Notenausgabe
- Charles Van den Borren (Hrsg.): Missa Tornacensis (= Corpus mensurabilis musicae. 13). American Inst. of Musicology, Middleton, Wisc. 1957.